# Сборная Германии по теннису в Кубке Дэвиса
Сборная Германии в Кубке Дэвиса (нем. Deutsche Davis-Cup-Mannschaft) — мужская сборная команда, представляющая Германию в Кубке Дэвиса, наиболее престижном международном теннисном турнире на уровне национальных сборных. Трёхкратный обладатель (1988, 1989 — как сборная ФРГ, 1993) и двукратный финалист (1970, 1985 — как сборная ФРГ) Кубка Дэвиса. Формируется Федерацией тенниса Германии.

## История
Германская команда дебютировала в Кубке Дэвиса (в то время носившем название Международного теннисного Кубка вызова) в 1913 году, но после участия всего в двух сезонах её история в этом соревновании прервалась более чем на десятилетие из-за мировой войны и последующего отстранения германских спортсменов от участия в международных соревнованиях. Возвращение немцев в Кубок вызова состоялось лишь в 1927 году, а всего два года спустя их команда уже обыграла в финале Европейской зоны сборную Великобритании и вышла в межзональный финал, где была разгромлена американцами.
В 1932 году немцы, за которых выступали барон Готфрид фон Крамм и берлинский еврей Даниэль Пренн, снова вышли в межзональный финал, где опять уступили американцам — теперь уже с минимальной разницей 3:2. После смены состава, связанного с приходом к власти в стране нацистов, партнёром фон Крамма стал молодой ариец Хеннер Хенкель. Вместе они четыре раза подряд, начиная с 1935 года, доходили до межзонального финала, где дважды уступили американцам и ещё дважды — австралийцам, так ни разу и не пробившись в раунд вызова, чтобы сразиться с действующими чемпионами.
После поражения в европейском финале в 1939 году от югославов немцы вернулись в Кубок Дэвиса лишь 12 лет спустя — после Второй мировой войны и нового бойкота — и сразу же вновь дошли до финала Европейской зоны, в чём решающую роль сыграл ветеран фон Крамм, которому к этому моменту было больше сорока лет. Следующего успеха такого уровня пришлось, однако, ждать полтора десятилетия. В 1966 и 1968 годах сборная Федеративной республики Германии дважды выигрывала европейский финал и выходила в межзональный турнир, но оба раза проигрывала индийской команде с одинаковым счётом 3:2. Наконец в 1970 году германская сборная впервые в своей истории вышла в финал Кубка Дэвиса. По пути немцы переиграли в финале Европейской зоны сборную СССР, а в межзональном турнире — индийцев и испанцев. В финальном матче они встретились с командой США, которая оказалась значительно сильней, выиграв матч всухую.
В начале 80-х годов немцам дважды пришлось бороться за выживание в Мировой группе — высшем дивизионе Кубка Дэвиса. В 1982 году они проиграли эту борьбу аргентинцам, но вернулись в Мировую группу уже на следующий год. В 1985 году, с появлением в составе сборной Бориса Беккера, она сумела во второй раз за свою историю выйти в финал Кубка Дэвиса, но проиграла там шведам. Три года спустя Беккер вместе с Эриком Еленом и Карлом-Уве Штеебом под руководством югославского капитана Ники Пилича завоевал первый в истории сборной Кубок Дэвиса, а через год повторил этот успех. Сборная Германии стала таким образом третьей командой с 1972 года, когда был отменён раунд вызова, сумевшей успешно защитить титул обладателя Кубка Дэвиса. В 1993 году Пилич, уже без Беккера, в третий раз привёл германскую команду к победе в Кубке Дэвиса. В дальнейшем, однако, ни Пилич, ни сменивший его на посту капитана команды Карл-Уве Штееб и более поздние капитаны не добивались значительных успехов, и сборная Германии с 1994 года ни разу больше не побывала в финале Кубка Дэвиса.

### История участия в финалах
| Результат | Год  | Место                 | Покрытие | Состав                                     | Соперник                                                        | Счёт |
| --------- | ---- | --------------------- | -------- | ------------------------------------------ | --------------------------------------------------------------- | ---- |
| Поражение | 1970 | Кливленд, США         | Хард     | ФРГ В. Бунгерт, К. Кунке                   | США Б. Лутц, К. Ричи, С. Смит, А. Эш                            | 0:5  |
| Поражение | 1985 | Мюнхен, ФРГ           | Ковёр    | ФРГ Б. Беккер, М. Вестфаль, А. Маурер      | Швеция М. Виландер, Й. Нюстрём, С. Эдберг                       | 2:3  |
| Победа    | 1988 | Гётеборг, Швеция      | Грунт(i) | ФРГ Б. Беккер, Э. Елен, К.-У. Штееб        | Швеция М. Виландер, К. Карлссон, С. Эдберг, А. Яррид            | 4:1  |
| Победа    | 1989 | Штутгарт, ФРГ         | Ковёр    | ФРГ Б. Беккер, Э. Елен, К.-У. Штееб        | Швеция М. Виландер, Я. Гуннарсон, С. Эдберг, А. Яррид           | 3:2  |
| Победа    | 1993 | Дюссельдорф, Германия | Грунт(i) | Германия М.-К. Гёлльнер, П. Кюнен, М. Штих | Австралия Т. Вудбридж, М. Вудфорд, Дж. Столтенберг, Р. Фромберг | 4:1  |

## Рекорды и статистика

### Команда
- Сезонов в Кубке Дэвиса — 86
  - В Мировой группе — 38
- Обладатель Кубка Дэвиса — 3 раза (1988, 1989, 1993)
  - Финалист — 2 раза (1970, 1985)
- Самая длинная серия побед — 10 (1987—1990, включая два Кубка Дэвиса и победы над командами США — дважды, Швеции — дважды, Бразилии, Дании, СФРЮ, Индонезии, ЧССР и Нидерландов)
- Самая крупная победа — 5:0 по играм, 13:0 по сетам, 79:20 по геймам ( Германия —  Венесуэла, 2002)
- Самый длинный матч — 16 часов 22 минуты ( Хорватия —  Германия 2:3, 2011)
  - Наибольшее количество геймов в матче — 238 ( Германия —  Франция 3:2, 1938)
- Самая длинная игра — 6 часов 21 минута ( Борис Беккер —  Джон Макинрой 4-6 15-13 8-10 6-2 6-2, 1987)
  - Наибольшее количество геймов в игре — 95 ( П. Кертис/М. Кокс —  В. Бунгерт/К. Кунке 8-10 19-17 11-13 6-3 2-6, 1969)
- Наибольшее количество геймов в сете — 40 ( Карлус Кирмайр —  Ули Пиннер 6-2 11-13 21-19 6-3, 1981)

### Игроки
- Наибольшее количество сезонов в сборной — 14 (Вильгельм Бунгерт)
- Наибольшее количество матчей — 43 (Вильгельм Бунгерт)
- Наибольшее количество игр — 102 (Вильгельм Бунгерт, 66—36)
- Наибольшее количество побед — 82 (Готфрид фон Крамм, 82—19)
  - В одиночном разряде — 58 (Готфрид фон Крамм, 58—10)
  - В парном разряде — 24 (Готфрид фон Крамм, 24—9)
  - В составе одной пары — 13 (Ханс-Юрген Поман / Юрген Фассбендер, 13—3)
- Самый молодой игрок — 18 лет 313 дней (Хеннер Хенкель, 17 августа 1934)
- Самый возрастной игрок — 44 года 43 дня (Отто Фройцхайм, 7 июня 1928)

## Состав в сезоне 2023 года
- Даниэль Альтмайер
- Александр Зверев
- Кевин Кравиц
- Максимилиан Мартерер
- Андреас Мис
- Оскар Отте
- Тим Пютц
- Янник Ханфман

Капитан — Михаэль Кольман.

## Недавние матчи

### I Мировая группа, 2023
| Босния и Герцеговина 0 | Теннисный клуб Мостара, Босния и Герцеговина 17—17 сентября 2023 Грунт | Теннисный клуб Мостара, Босния и Герцеговина 17—17 сентября 2023 Грунт | Германия 4 |      |   |            |
| \| \| \| \| 1 \| 2 \| 3 \| \| \| - \| \| --------------------------------------------------- \| ---- \| ---- \| - \| ---------- \| \| 1 \| \| Нерман Фатич Даниэль Альтмайер \| 65 7 \| 2 6 \| \| \| \| 2 \| \| Дамир Джумхур Янник Ханфман \| 2 6 \| 1 6 \| \| \| \| 3 \| \| Мирза Башич / Дамир Джумхур Кевин Кравиц / Тим Пютц \| 4 6 \| 2 6 \| \| \| \| 4 \| \| Андрей Недич Максимилиан Мартерер \| 1 6 \| 64 7 \| \| \| \| 5 \| \| Нерман Фатич Янник Ханфман \| \| \| \| not played \| |                                                                        |                                                                        |            |      |   |            |
| |                                                                        |                                                                        | 1          | 2    | 3 |            |
| 1 | Флаг Боснии и Герцеговины · Флаг Германии                              | Нерман Фатич Даниэль Альтмайер                                         | 65 7       | 2 6  |   |            |
| 2 | Флаг Боснии и Герцеговины · Флаг Германии                              | Дамир Джумхур Янник Ханфман                                            | 2 6        | 1 6  |   |            |
| 3 | Флаг Боснии и Герцеговины · Флаг Германии                              | Мирза Башич / Дамир Джумхур Кевин Кравиц / Тим Пютц                    | 4 6        | 2 6  |   |            |
| 4 | Флаг Боснии и Герцеговины · Флаг Германии                              | Андрей Недич Максимилиан Мартерер                                      | 1 6        | 64 7 |   |            |
| 5 | Флаг Боснии и Герцеговины · Флаг Германии                              | Нерман Фатич Янник Ханфман                                             |            |      |   | not played |

### Квалификация Мировой группы, 2023
| Германия 2 | Arena-Trier, Трир, Германия 3—4 февраля 2023 Хард(i) | Arena-Trier, Трир, Германия 3—4 февраля 2023 Хард(i)   | Швейцария 3 |      |     |  |
| \| \| \| \| 1 \| 2 \| 3 \| \| \| - \| \| ------------------------------------------------------ \| ---- \| ---- \| --- \| \| \| 1 \| \| Оскар Отте Марк-Андреа Хюслер \| 6 2 \| 2 6 \| 4 6 \| \| \| 2 \| \| Александр Зверев Стэн Вавринка \| 6 4 \| 6 1 \| \| \| \| 3 \| \| Андреас Мис / Тим Пютц Стэн Вавринка / Доминик Штрикер \| 63 7 \| 6 3 \| 6 4 \| \| \| 4 \| \| Александр Зверев Марк-Андреа Хюслер \| 2 6 \| 64 7 \| \| \| \| 5 \| \| Даниэль Альтмайер Стэн Вавринка \| 3 6 \| 7 5 \| 4 6 \| \| |                                                      |                                                        |             |      |     |  |
| |                                                      |                                                        | 1           | 2    | 3   |  |
| 1 | Флаг Германии · Флаг Швейцарии                       | Оскар Отте Марк-Андреа Хюслер                          | 6 2         | 2 6  | 4 6 |  |
| 2 | Флаг Германии · Флаг Швейцарии                       | Александр Зверев Стэн Вавринка                         | 6 4         | 6 1  |     |  |
| 3 | Флаг Германии · Флаг Швейцарии                       | Андреас Мис / Тим Пютц Стэн Вавринка / Доминик Штрикер | 63 7        | 6 3  | 6 4 |  |
| 4 | Флаг Германии · Флаг Швейцарии                       | Александр Зверев Марк-Андреа Хюслер                    | 2 6         | 64 7 |     |  |
| 5 | Флаг Германии · Флаг Швейцарии                       | Даниэль Альтмайер Стэн Вавринка                        | 3 6         | 7 5  | 4 6 |  |